# Aleurothrixus silvestris
Aleurothrixus silvestris là một loài côn trùng cánh nửa trong họ Aleyrodidae, phân họ Aleyrodinae.
Aleurothrixus silvestris được Corbett miêu tả khoa học đầu tiên năm 1935.